# 李兰丁
李兰丁（1924年—2007年12月24日），也作李蓝丁，原名李一冰，女，浙江海宁人，中华人民共和国政治人物、中国人民解放军模范医务工作者。

## 生平
李兰丁生于浙江省海宁县郭店镇。1941年，毕业于上海占德高级助产学校。12月，李兰丁参加新四军。1942年3月加入中国共产党。任华中野战军旅卫生部、野战军卫生部前方医院医疗队队长，华东野战军前方卫生部直属伤员转运站站长，野战医院医疗队队长。1944年冬，在淮北射阳汪洋湖转移伤员时，一只船漏水下沉，她带头跳入水中推船救出伤员。1945年高邮战斗后，率领的百余名伤病员在绿荡湖一带被日军包围，她把伤病员和医护人员分散隐蔽在芦苇丛里，每天摇着小船去联系、治疗，坚持了半个月，使伤员全部脱险。1946年秋，部队在撤离淮北解放区时，她带病和医务人员连续奋斗月余，把500多名伤病员安全转移到鲁南。1947年，孟良崮战役中，带领医疗队在4天4夜的连续战斗里，救治了4400多名伤病员。1944年，出席了新四军苏中军区卫生模范大会。1948年，出席了世界妇女代表大会。
1950年，李兰丁获华东一级人民英雄奖章，出席中华人民共和国全国战斗英雄代表会议，被评为全军英模。同年11月，参加中国人民志愿军，在中国人民志愿军后勤部任手术队大队长，在朝鲜战争作战中荣立二等功。回国后入第二军医大学学习。1956年起，任二医大附属医院医务部总医师，解放军总参谋部第三门诊部主任，解放军总医院临床二部、医务部副主任，医务部顾问等职。1983年6月，离职休养。离休前任中国人民解放军总医院医务部顾问。
2007年12月24日，在北京病逝，享年84岁。2015年5月11日下午，第二军医大学长海医院在院前文化广场隆重举行李兰丁同志雕塑落成揭幕仪式。